# ميكي وير
ميكي وير (بالإنجليزية: Mickey Weir)‏ (16 يناير 1966 بإدنبرة في المملكة المتحدة - ) هو مدرب كرة قدم ولاعب كرة قدم بريطاني في مركز جناح ‏. لعب مع نادي لوتون تاون ونادي ماذرويل ونادي ميلوول ونادي هيبرنيان.

## وصلات خارجية
- ميكي وير على موقع قاعدة بيانات كرة القدم.إي يو (الإنجليزية)